# Пета влада Николе Узуновића
Пета влада Николе Узуновића је била влада Краљевине Југославије од 27. јануара 1934. до 18. априла 1934. године.

## Чланови владе
| Функција                                       | Слика | Име и презиме             | Детаљи    |
| ---------------------------------------------- | ----- | ------------------------- | --------- |
| Председник Министарског савета                 |       | Никола Т. Узуновић        |           |
| Министар иностраних послова                    |       | Богољуб Јевтић            |           |
| Министар војске и морнарице                    |       | Драгомир Ж. Стојановић    |           |
| Министар унутрашњих послова                    |       | Живојин Лазић             |           |
| Министар правде                                |       | Божидар Ж. Максимовић     |           |
| Министар просвете                              |       | Илија Шуменковић          |           |
| Министар финансија                             |       | Милорад Ђорђевић          |           |
| Министар грађевина                             |       | Стјепан Сркуљ             |           |
| Министар трговине и индустрије                 |       | Јурај Деметровић          |           |
| Министар пољопривреде                          |       | Стјепан Сркуљ             | заступник |
| Министар саобраћаја                            |       | Лазар Радивојевић         |           |
| Министар шума и рудника                        |       | Јурај Деметровић          | заступник |
| Министар социјалне политике и народног здравља |       | Иван Пуцељ                |           |
| Министар за физичко васпитање народа           |       | Лавослав Ханжек           |           |
| Министар без портфеља                          |       | Алберт Крамер             |           |
| Министар без портфеља                          |       | Драгутин С. Којић         |           |
| Министар без портфеља                          |       | Грга Будислав Анђелиновић |           |